# 托哈尔·布特布尔
托哈尔·布特布尔（希伯來語：טוהר בוטבול，1994年1月24日—），以色列男子柔道运动员，2021年欧洲柔道锦标赛男子73公斤级银牌得主、2020年夏季奥林匹克运动会混合团体铜牌得主。